# Спинола, Симоне
Симоне Спинола (итал. Simone Spinola; Генуя, 1497 — Генуя, 1569) — дож Генуэзской республики.

## Биография
Родился в Генуе около 1497 года в знатной семье Спинола (ветвь Лукколи), принадлежавшей к так называемой «старой знати», выступавшей против «новой знати», которая выдвинулась при Андреа Дориа. Успешный торговец в Антверпене, сделал состояние, укрепляя морскую и сухопутную торговлю Генуи с Фландрией. Через несколько лет он вернулся в генуэзскую столицу, где, среди других должностей, занимал пост заместителя консула по конфискации имущества.
Не пренебрегая своими интересами во Фландрии, где регулярно бывал, Симоне получил от генуэзского Сената пост посла при папском дворе Пия V в 1566 году.
Вернувшись в Геную в 1567 году, Симоне Спинола 15 октября был избран Великим Советом новым дожем Генуи. 66-м в истории республики.
О его правлении мало что известно. Установлено, что дож Спинола сделал многое для смягчения разногласий между Генуей и её колонией Корсика. Ещё до окончания мандата он неожиданно скончался в Генуе 3 октября 1569 года. Тело было погребено в мавзолее часовни Святой Екатерины Сиенской в уже не существующей церкви Сан-Доменико.